# Jean Delphy
Pour les articles homonymes, voir Delphy (homonymie).
Jean Delphy (Noisy-le-Sec, 29 janvier 1887 - Mugron, 14 juillet 1961) est un zoologiste, entomologiste, spécialiste de la faune marine française et anarchiste individualiste.

## Biographie
Issu d'une famille de paysans catalans, originaire de Latour-de-France son père, chef de brigade ambulant des postes, émigré à Paris, a quitté tôt (avant 1900) le foyer familial. Néanmoins, le jeune Jean Delphy, troisième enfant d'une famille de cinq, poursuivra des études secondaires et universitaires. Pour vivre, il passe le brevet de capacité pour l'enseignement primaire (1906) qui lui permet d'être instituteur.
Il poursuit cependant des études supérieures. Licencié ès sciences (1908), il est boursier de doctorat du Muséum national d'histoire naturelle (1912-1914) et brièvement professeur au collège Fesch d'Ajaccio en 1913. Le 6 avril 1914, il épouse à Valognes (Manche) Germaine Lesauvage, une institutrice qui le stimulera dans ses recherches, et le 18 avril 1914, il obtient le poste de Chef des travaux pratiques du laboratoire maritime de Tatihou (à Saint-Vaast-la-Hougue), dépendant du Muséum. Il sera, un peu plus tard, directeur de ce laboratoire (de 1915 à 1924). Élu membre de la Société zoologique de France, le 14 mars 1916, il y publiera dès lors de nombreuses contributions.
Réformé parce que trop petit, Jean Delphy échappe à la Grande Guerre. Une chance pour lui qui n'a jamais caché sa sympathie pour les idéaux anarchistes, mais trop individualiste pour jamais participer aux actions militantes. La guerre se passe et lui permet de poursuivre ses travaux. La guerre achevée, il reprend et termine sa thèse de doctorat ès sciences naturelles, soutenue le 26 novembre 1921 à la Faculté des Sciences de Paris. L'année suivante il est nommé chef de travaux à l'Ecole des Hautes-Etudes, annexe de la chaire de zoologie. C'est à cette époque qu'il se lie d'amitié avec les frères, Edmond Perrier et surtout Rémy Perrier, ses maîtres en zoologie.
Le 3 février 1923, la famille quitte définitivement l’île de Tatihou, et rejoint Paris où il est préparateur (1923-1926), puis assistant (1927-1937) à la Sorbonne. Il adhère ou participe à de nombreuses sociétés savantes dans lesquelles il publie des articles remarqués. Durant les années trente, il participe très largement aux travaux de son ami Rémy Perrier, le directeur de publication de La Faune de la France en tableaux synoptiques illustrés, rédigeant quatre des onze tomes qui constituent cette encyclopédie ou y collaborant. Il est promu officier de l'Instruction publique en 1932.
Parallèlement, il s'investit dès son retour à Paris dans les actions sociales à tendances libertaires : il publie, dès 1924, dans La cité nouvelle (ex Primaires, revue de la Fraternité Universitaire), agit en 1926, aux côtés du Syndicat national des institutrices et instituteurs publics, prodiguant son aide aux jeunes instituteurs sans ressources qui s'engagent dans des études supérieures, donne des conférences où il fait le lien entre science et philosophie, dans le cadre du Groupe d'Etudes Philosophiques et Scientifiques (1931).
Ses sympathies anarchistes, son mode de vie et son franc parler le brouillent avec l'Université. Sanctionné par la Sorbonne (1938), il est muté au Lycée de Châlons-sur-Marne, mais préfère s'expatrier au Lycée Faidherbe à Saint-Louis du Sénégal où il enseignera la physique.
À son retour à Paris, il retrouve ses activités et en collaboration avec le militant Fernand Planche il publie un livre consacré à la vie et aux idées de Kropotkine (Paris, 1948). Mais, ayant perdu sa femme le 30 septembre 1955, il se retrouve veuf et vit seul désormais. Quelque temps plus tard, victime d'une intoxication au gaz dont il gardera des séquelles neurologiques importantes, il est recueilli chez sa fille cadette, il meurt peu après à Mugron le 14 juillet 1961.

## Principaux travaux de Jean Delphy

### La Faune de France en tableaux synoptiques illustrés
Cette œuvre maîtresse, dont Rémy Perrier est le Directeur de publication, comprend 11 volumes qui paraissent sans ordres déterminés à partir de 1924, à Paris chez l'éditeur Delagrave. Jean Delphy est l'auteur, ou participe activement, à quatre d'entre eux y compris au niveau des illustrations :
- Tome 1a Cœlentérés, spongiaires, échinodermes - Rémy Perrier, en collaboration avec Jean Delphy et Protozoaires -  auteur Jean Delphy.
- Tome 1b Vers et némathelminthes - auteur Jean Delphy.
- Tome 5 Coléoptères (1re partie) - la seconde édition est entièrement revue et corrigée par Jean Delphy.
- Tome 6 Coléoptères (2e partie) - auteur Jean Delphy.

L'ouvrage fut couronné par l'Académie des Sciences (Prix Thore 1926) et par la société Entomologique de France (Prix Dollfus 1930). Il fera l'objet de rééditions successives à Paris, en 1954 et 1964 chez le même éditeur.

### Kropotkine
- Fernand Planche, Jean Delphy, Kropotkine, SLIM, 1948 (réédité en 2006, Tops-H, Trinquier).

### Publications scientifiques
- Jean Delphy, Etudes[1] sur l'organisation et le développement des Lombriciens limicoles thalassophiles. Valognes, Pillu-Roland , 1921. [Lire en ligne (Internet Archive)]
- Jean Delphy, Notice sur les travaux scientifiques de Jean Delphy. Rennes, L'imprimerie bretonne, 1938. [Lire en ligne (Internet Archive)]

Participation à des revues scientifiques entre autres :
- Bulletin de la société zoologique de France (à partir de 1917).

Atrophie de la nageoire ventrale du Chabot (1917). [Lire en ligne (Internet Archive)]
- Bulletin du Muséum national d'histoire naturelle (à partir de 1916).
- L'Année Biologique (à partir de 1916)
- Association française pour l'avancement des sciences (1921)

### Publications philosophiques et politiques
- Revue générale des sciences pures et appliquées (à partir de 1920).

La Lutte et L'entr'aide (1946, n°10 p. 198-200 et n°11 p. 227-229). [Lire en ligne (Internet Archive)]